# Peredelkino

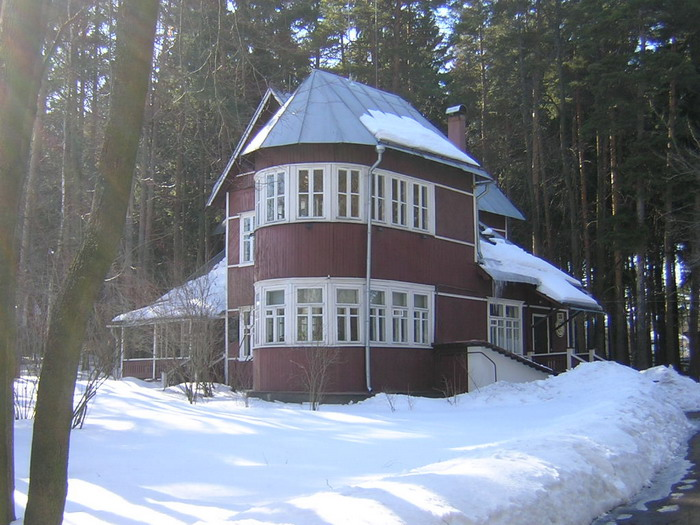
Dacea lui Boris Pasternak din Peredelkino.

Peredelkino (rusă: Переде́лкино) este un complex de locuințe tip dacea din sud-vestul Moscovei, Rusia.

## Personalități notabile
- Alexander Kazanțev
- Boris Pasternak